# Els Morellons
Els Morellons és una muntanya de 728 metres que es troba entre els municipis de l'Espluga de Francolí i Senan, a la comarca de la Conca de Barberà i de Fulleda, a la comarca catalana de les Garrigues. És el cim més elevat de la serra de Vilobí.
Al cim s'hi troba un vèrtex geodèsic (referència 263122001).